# Ramon Bastardes
Ramon Bastardes i Porcel (Barcelona, 5 de julio de 1934-24 de septiembre de 2002) fue un editor español.

## Biografía
Ramon Bastardes era nieto del abogado y político Albert Bastardas y sobrino del latinista y romanista Joan Bastardas. Nació en Barcelona, en 1934. En la década de 1950 estudia la licenciatura de Ciencias Químicas en la Universidad de Barcelona. Estuvo vinculado al movimiento antifranquista catalán. En 1961 fundó Edicions 62, junto a Max Cahner. También con Cahner reorganizó las revistas Germinabit y Serra d'Or, publicaciones que dirigió desde sus inicios. Entre 1992 y 1996 presidió la Asociación de Editores en Lengua Catalana. Se jubiló en 2002, año en que Ramon Bastardes murió debido a un ataque de corazón a la edad de 68 años.